# Akropolis

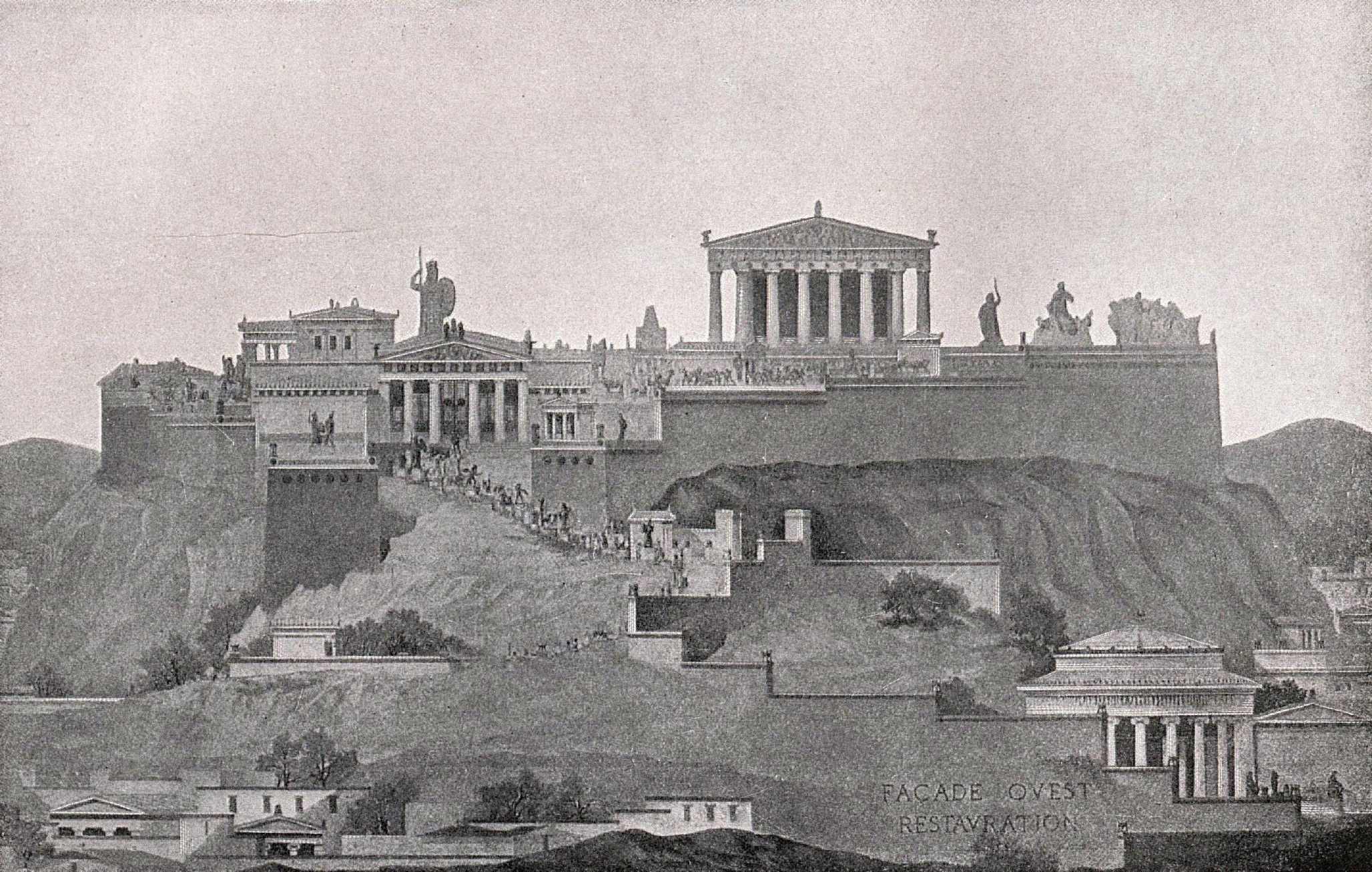
Akropolis van Athene, afbeelding in het Nordisk familjebok (een encyclopedie)

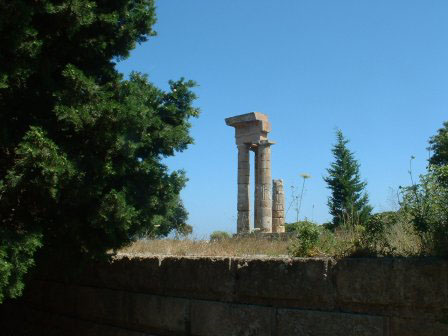
De akropolis van Rodos-stad

Akropolis (of acropolis) (Oudgrieks: ἡ ἀκρόπολις) betekent in het Grieks het hoogste punt van de stad en is de naam die in de poleis gegeven werd aan de stadsburcht of citadel. Het woord wordt correct uitgesproken met de klemtoon op de eerste o.
De burchten hadden een strategische ligging; een bergachtige hoogte die laag genoeg was om vanuit de vlakte enigszins toegankelijk te zijn en hoog genoeg om gemakkelijk te worden verdedigd. Ze vormden de basis van waaruit de feodale heer (de "anax") het omringende gebied kon beheersen en beschermen (bijvoorbeeld Tiryns, Mycene).
De vorst bouwde er zijn burcht of paleis. De burgers nestelden zich aan de rand of de voet van de berg, waar zij in tijd van nood hun toevlucht konden zoeken. Op die manier ontwikkelden zich nederzettingen, die in bepaalde gevallen uitgroeiden tot machtige poleis (zoals Athene en Korinthe).
Na het verval van de Myceense vorstendommen verloren deze burchten (onder gewijzigde politieke en sociale verhoudingen) gaandeweg hun louter defensieve functie. Ze boden nog slechts in noodtoestanden een toevlucht voor de burgers. Een voorbeeld hiervan was de Akropolis van Athene bij de Perzische aanval in 480 v.Chr.. Toch bleef de militair onbelangrijk geworden akropolis voor de burgerij haar waarde behouden als bakermat van de gemeenschap en zetel van de goddelijke machten, onder wier bescherming de polis was gegroeid.
De bebouwde bergtoppen bleven ook symbool van politieke macht. Naarmate de democratie veld won, viel de nadruk meer en meer op de zich nu steeds uitbreidende benedenstad. De oude bovenstad, nu akropolis genoemd ter onderscheiding van de polis beneden, behield echter haar historisch prestige. Burchten en paleizen werden veelal door heiligdommen (tempels) vervangen. Vooral te Athene is dat het geval.
Hier en daar behield een akropolis nog lang een militair-strategische betekenis en verscheidene burchtheuvels herwonnen zelfs in de late oudheid en de Middeleeuwen hun oorspronkelijke rol van militaire vesting (zoals die van Korinthe, waar Byzantijnen, kruisvaarders, Venetianen en Turken hun versterkingen bouwden op de oude burcht).
Naast de algemene benaming "akropolis" treffen we in sommige steden ook specifieke namen aan:
- Larissa, voor de burcht van Argos, (volgens Homerus);
- Pergama voor die van Troje;
- Cadmia voor die van Thebe;
- Acrocorinthus voor die van Korinthe.

Resten van een akropolis zijn onder meer te zien in Lindos (op het eiland Rhodos), Korinthe en Pergamum, maar vooral beroemd is die van Athene. In modern spraakgebruik is "akropolis" trouwens in het bijzonder de aanduiding voor de burchtheuvel van Athene.